# Mariam Nalubega
Mariam Patience Nalubega là một chính trị gia người Uganda.  Cô là Thành viên Phụ nữ của Quốc hội, đại diện cho Quận Butambala trong Quốc hội của Uganda.  Cô đã được bầu vào vị trí đó vào tháng 3 năm 2011   Trước đó, từ năm 2005 đến 2011, cô là Ủy viên Quốc hội Phụ nữ thanh niên Quốc gia ở Uganda.

## Bối cảnh và giáo dục
Cô được sinh ra ở quận Butambala, miền trung Uganda, vào ngày 27 tháng 11 năm 1981 với cha mẹ là Saidi Lubega và Jalia Nakayanja.  Cô học tại trường tiểu học Makerere, trước khi cô chuyển đến trường cấp hai Butawuka để học O-Level.  Cô theo học trường trung học St. Francis ở Mengo cho trình độ học vấn A-Level.  Nalubega có bằng Cử nhân Quản trị Kinh doanh, lấy từ Trường Kinh doanh Đại học Makerere.  Cô cũng có bằng Cao đẳng Luật, lấy từ Trung tâm Phát triển Luật tại Kampala.

## Kinh nghiệm làm việc
Từ năm 2001 đến năm 2006, Mariam Nalubega là thành viên của Hội đồng quận Mpigi, giữ chức Bí thư Y tế quận từ năm 2003 đến năm 2006.  Năm 2006, cô được bầu làm Nghị viên Quốc hội Nữ thanh niên quốc gia, phục vụ ở vị trí đó cho đến năm 2011.  Trong thời gian đó, Nalubega phục vụ trong ủy ban quốc hội về kinh tế và ủy ban Công nghệ thông tin và Truyền thông.  Năm 2011, cô được bầu làm Thành viên Quốc hội của Phụ nữ, cho Quận Butambala mới được thành lập.

## Đời tư
Mariam Nalubega là một người mẹ có ba con.